# Fuente de Matalobos

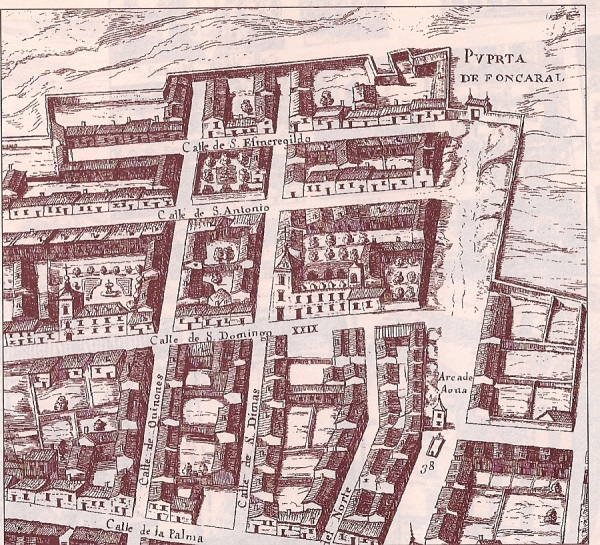
Detalle del plano de Teixeira, de Madrid en el (1656). A la derecha, en el final de la calle de Convalecientes o de San Bernardo, se visualizan: la Puerta de Fuencarral en la cerca de Felipe IV y la fuente de Matalobos (rotulada con el número 38) junto al «arca de agua» del viaje de Amaniel, también llamado 'de Palacio'.

La fuente de Matalobos, fue una fuente de la ciudad de Madrid entre el siglo xvii y xix, próxima al primitivo arroyo de Matalobos del que tomó su nombre. Aparece dibujada en el plano de Texeira de 1656 frente a la embocadura de la calle de San Miguel, muy cerca ya de la antigua puerta de Fuencarral. A comienzos del siglo xvii queda registrada como una de las dos únicas fuentes públicas abastecidas por el viaje de Amaniel (o «de Palacio»), uno de los cuatro más antiguos de la red hidrogeológica madrileña, remozado entre 1610-1621 y el único perteneciente a la Corona.

## Historia
Construida por el Ayuntamiento de la Villa junto al «arca de agua» del viaje de Amaniel, gozó esta fuente del privilegio de abastecerse con el caudal de ese viaje –de propiedad real–, gracias al acuerdo que el Consistorio madrileño hizo en 1640 con el conde de Monterrey, quien cedió a la Villa los dos RA (reales de agua) que le había concedido el rey, a cambio de otros dos RA del viaje del Bajo Abroñigal.
Pensada para ser surtida por el viaje de Contreras en un principio, la fuente vino a complementar el muy escaso abastecimiento del barrio de las Maravillas, por lo que se emplazó el pilón y sus caños en la calle Ancha de San Bernardo, y a la altura de la casa del noviciado de la Compañía de Jesús.

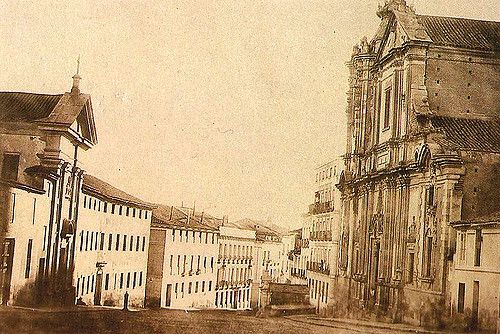
La calle de San Bernardo hacia 1859, vista desde el norte. Se distinguen, a la izquierda, los edificios de la iglesia y convento de las Salesas Nuevas, y a continuación el caserón del conde de Celanova, que en el se transformó en la Escuela Normal de Maestros. A la derecha, la iglesia de Montserrat e invadiendo la calzada, el arca y la fuente de Matalobos.

La fuente de Matalobos aparece documentada en muy diversos manuales y estudios enciclopédicos clásicos como los de Sebastián Miñano (1829), Pascual Madoz ( 1846-1850), o Aznar de Polanco. 
Por su parte, Mesonero Romanos, en el capítulo XII de su Manual de Madrid, explica que «el viaje del Rey surte a las fuentes del cuartel de guardias de Corps, de Matalobos en la calle ancha de san Bernardo, del Cura en la del Pez, de Palacio, Caballerizas reales, y otras».
También la mencionó el arquitecto municipal Luis Bellido en su breve pero minucioso estudio sobre las fuentes de Madrid cuando habla de «la fuente del Cura, en la calle del Pez, y la fuente de Matalobos, en la calle Ancha, las cuatro surtidas de agua del viaje de la Castellana [?] y dibujadas en un curioso libro escrito a mano en el año 1812, que figura en la Exposición (organizada por la Sociedad Española de Amigos del Arte) y es propiedad de Félix Boix».

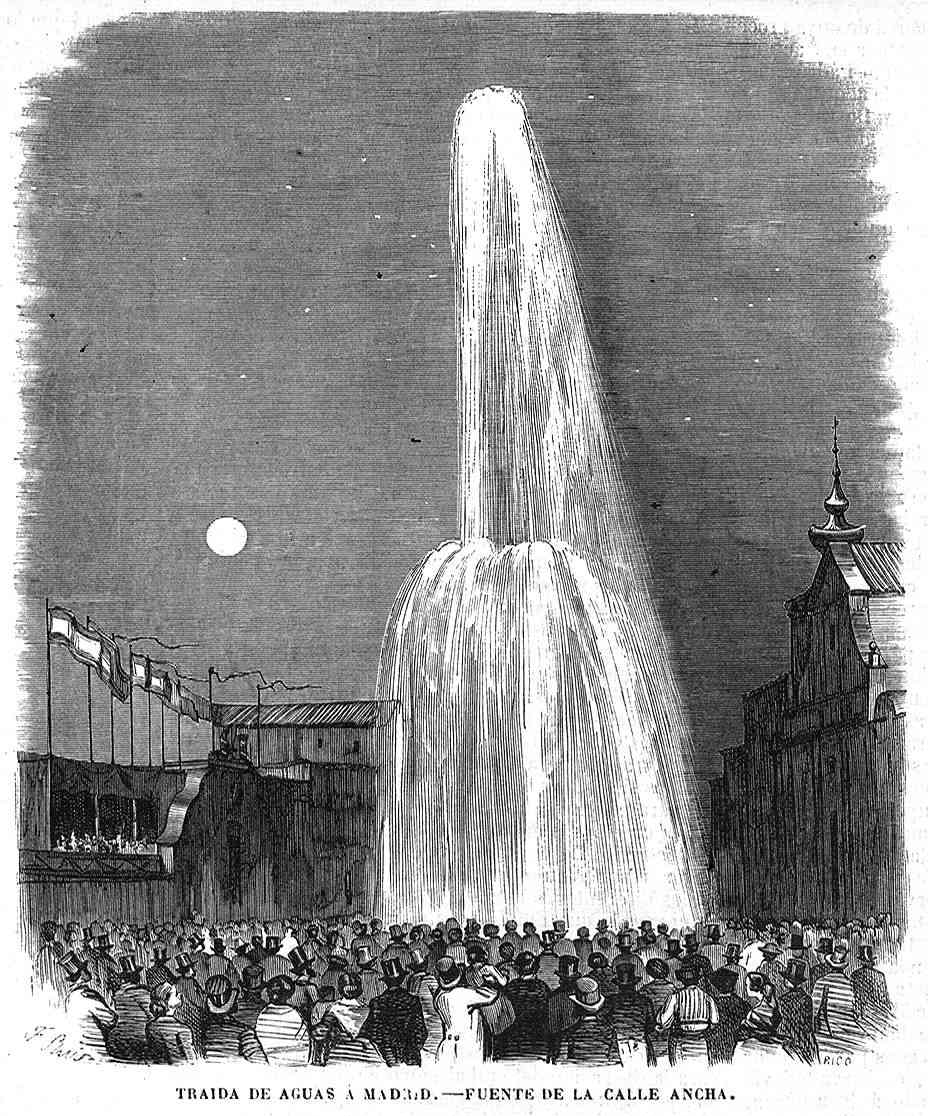
La nueva fuente provisional de la calle de San Bernardo (vista desde el sur), según un dibujo de publicado en El Museo Universal, el 15 de julio de 1858.

En un estudio sobre los aguadores de Madrid, el investigador Péris Barrio documenta en el libro del Archivo de la Villa de Madrid (A.V.M. Secretaría 44-327-17) el enfrentamiento entre soldados españoles, aguadores y un grupo de vecinos contra la tropa invasora francesa en la fuente de Matalobos, el día 6 de abril de 1808.
Con la Traída de aguas a Madrid por los conductos del Canal de Isabel II, la fuente de Matalobos fue desplazada y finalmente desmontada. Dentro de los actos de inauguración de la nueva red hidrogeológica, oficialmente «inaugurada el 24 de junio de 1858», se colocó un poco más arriba de la calle de San Bernardo «una fuente provisional que, con asombro de la ciudad, arrojaba el agua a una altura de 90 pies».